# Amadeo Rodriguez Magro

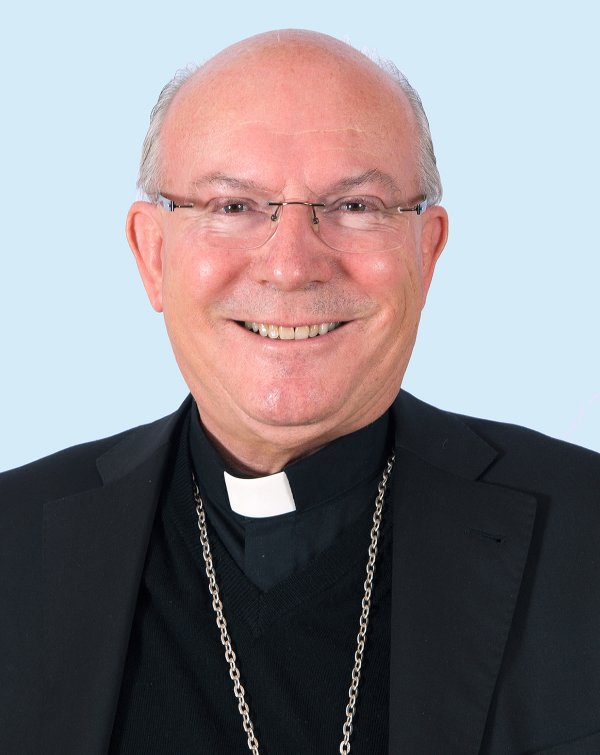
Amadeo Rodríguez Magro (2016).

Amadeo Rodríguez Magro (San Jorge de Alor, 12 maart 1946) is een Spaans geestelijke. Hij is bisschop van Plasencia.
Hij ontving op 14 juni 1970 het sacrament der priesterwijding. Paus Johannes Paulus II benoemde hem op 3 juli 2003 tot bisschop van Plasencia. De nuntius van Spanje en Andorra, Manuel Monteiro de Castro, wijdde hem op 31 augustus van hetzelfde jaar tot bisschop; medeconsecranten waren Antonio Montero Moreno, aartsbisschop van Mérida-Badajoz, en Carlos López Hernández, bisschop van Salamanca. 
Amadeo Rodríguez Magro koos als devies: Parare Vias Domini.
- Biblioteca Nacional de España: XX1317946
- Virtual International Authority File: 87093936
- WorldCat: E39PBJvCVvrwCHDG73tgMC7PwC